# Gernot Trauner
Gernot Trauner (ur. 25 marca 1992 w Linzu) – austriacki piłkarz, występujący na pozycji obrońcy w holenderskim klubie Feyenoord Rotterdam, którego drużyny jest kapitanem. 10-krotny reprezentant Austrii.

## Statystyki

### Klubowe
Na podstawie:
| Klub                | Sezonów | Liga         | Liga  | Liga   | Puchar krajowy | Puchar krajowy | Kontynentalne | Kontynentalne | Suma  | Suma   |
| Klub                | Sezonów | Liga         | Mecze | Bramki | Mecze          | Bramki         | Mecze         | Bramki        | Mecze | Bramki |
| ------------------- | ------- | ------------ | ----- | ------ | -------------- | -------------- | ------------- | ------------- | ----- | ------ |
| LASK Linz II        | 1       | Regionalliga | 8     | 2      | 0              | 0              | –             | –             | 8     | 2      |
| LASK Linz           | 1       | Bundesliga   | 13    | 0      | 2              | 0              | –             | –             | 15    | 0      |
| SV Ried             | 5       | Bundesliga   | 104   | 5      | 8              | 0              | –             | –             | 112   | 5      |
| LASK Linz           | 5       | Bundesliga   | 116   | 12     | 16             | 2              | 23            | 3             | 155   | 17     |
| Feyenoord Rotterdam | 3       | Eredivisie   | 58    | 0      | 3              | 0              | 25            | 0             | 86    | 0      |
|                     | Łącznie | Łącznie      | 299   | 19     | 32             | 2              | 52            | 3             | 383   | 24     |

### Reprezentacyjne
Na podstawie:
| Występy i gole w reprezentacji | Występy i gole w reprezentacji | Występy i gole w reprezentacji | Występy i gole w reprezentacji | Występy i gole w reprezentacji | Występy i gole w reprezentacji | Występy i gole w reprezentacji | Występy i gole w reprezentacji | Występy i gole w reprezentacji |
| Lp.                            | Data                           | Miasto                         | Przeciwnik                     | Wynik                          | Czas                           | Gole                           | Inne                           | Rozgrywki                      |
| ------------------------------ | ------------------------------ | ------------------------------ | ------------------------------ | ------------------------------ | ------------------------------ | ------------------------------ | ------------------------------ | ------------------------------ |
| 1.                             | 16.10.2018                     | Herning                        | Dania                          | 0:2 (0:1)                      | 78'–90'                        |                                |                                | mecz towarzyski                |
| 2.                             | 11.11.2020                     | Luksemburg                     | Luksemburg                     | 3:0 (0:0)                      | 1'–90'                         | 1                              |                                | mecz towarzyski                |
| 3.                             | 18.11.2020                     | Wiedeń                         | Norwegia                       | 1:1 (0:0)                      | 81'–90'                        |                                |                                | Liga Narodów UEFA              |
| 4.                             | 28.03.2021                     | Wiedeń                         | Wyspy Owcze                    | 3:1 (3:1)                      | 1'–90'                         |                                |                                | Eliminacje MŚ 2022             |
| 5.                             | 31.03.2021                     | Wiedeń                         | Dania                          | 0:4 (0:0)                      | 1'–82'                         |                                |                                | Eliminacje MŚ 2022             |
| 6.                             | 03.06.2022                     | Osijek                         | Chorwacja                      | 3:0 (1:0)                      | 1'–90'                         |                                |                                | Liga Narodów UEFA              |
| 7.                             | 10.06.2022                     | Wiedeń                         | Francja                        | 1:1 (1:0)                      | 1'–90'                         |                                |                                | Liga Narodów UEFA              |
| 8.                             | 13.06.2022                     | Kopenhaga                      | Dania                          | 0:2 (0:2)                      | 1'–90'                         |                                |                                | Liga Narodów UEFA              |
| 9.                             | 16.11.2022                     | Malaga                         | Andora                         | 1:0 (0:0)                      | 1'–90'                         |                                |                                | mecz towarzyski                |
| 10.                            | 24.03.2023                     | Linz                           | Azerbejdżan                    | 4:1 (2:0)                      | 1'–74'                         |                                |                                | Eliminacje EURO 2024           |

## Sukcesy
Na podstawie:

### Klubowe
Z Feyenoord:
- Mistrz Holandii 2022/23